# Красний Луч (Горлівський район)
Кра́сний Луч — село Хрестівської міської громади Горлівського району Донецької області, Україна. Населення становить 166 осіб.

## Загальні відомості
Відстань до райцентру становить близько 13 км і проходить автошляхом місцевого значення.
Землі села розташоване між смт Московське Шахтарської міської ради та смт Розсипне Торезької міської ради Донецької області.
Унаслідок російської військової агресії Красний Луч перебуває на тимчасово окупованій території.

## Населення

### Мова
Розподіл населення за рідною мовою за даними перепису 2001 року:
| Мова       | Кількість | Відсоток |
| ---------- | --------- | -------- |
| російська  | 88        | 53.01%   |
| українська | 78        | 46.99%   |
| Усього     | 166       | 100%     |